# 보르프 도르프역
보르프 도르프역(독일어: Bahnhof Worb Dorf)은 스위스 베른주에 있는 보르프 지자체에 있는 기차역이다. 베른-졸로투른 지역교통의 미터궤 보르프 도르프-보르프라우펜선의 동쪽 끝이다. 역은 도심에 있다. 또 다른 역인 보르프 SBB역는 스위스 연방 철도인 베른-루체른선에서 남쪽으로 1.8km 떨어져 있다.

## 서비스
다음 서비스는 보르프 도르프에서 정차한다.
- 베른 S-반 S7 : 베른까지 15분 간격 운행.